# Coupe de Belgique féminine de football 2025-2026
Navigation
Édition précédente Édition suivante
La Coupe de Belgique féminine de football 2025-2026 est la 49e édition de la compétition. Le Standard de Liège remet son titre en jeu. 

## Calendrier
| Tour | Nom                 | Dates retenues |
| ---- | ------------------- | -------------- |
|      | Tour préliminaire   |                |
|      | 1er tour            |                |
|      | 2e tour             |                |
|      | 3e tour             |                |
|      | Huitièmes de finale |                |
|      | Quarts de finale    |                |
|      | Demi-finales        |                |
|      | Finale              |                |

## 1ertour
Le 1er tour se joue le 14 août 2021. Les matchs se jouent en une manche. Se qualifient pour le tour suivant :

## 2etour
Le 2e tour se joue le 21 août 2021. Les matchs se jouent en une manche.

## 3etour
Le 3e tour se joue le 25 septembre 2021. Les matchs se jouent en une manche. 